# スバル・トラヴィック
トラヴィック（TRAVIQ）は、ゼネラルモーターズ（GM）傘下のオペルが開発し、GMのタイ工場で生産され、富士重工業（現・SUBARU）が日本国内で販売していた7人乗りのミニバンである。

## 初代 XM型（2001年 - 2005年）
2001年8月に発売された。スバル初のミニバンであるが、同社は1983年に軽商用車サンバーをベースに開発したリッターカークラスのワンボックスカー「ドミンゴ」を発売しており、3列シート車としては初ではない。
2001年当時、GMと資本提携していた富士重工業が、当時の欧州におけるGMの子会社であったドイツのオペルが開発したミニバン、ザフィーラのOEM供給を受けたものである。ただし、生産されたのは、ドイツではなくGMのタイ工場であり、GMジャパンを通じて輸入され、スバルブランド車として販売された。
ステアリング位置は右のみである。エンジンは当時日本に輸入されていたザフィーラよりも大きな2,198 ccエンジンを搭載する。また、日本市場導入にあたって、オーストラリア、ホールデン社からテストコースなどの支援をうけてスバル実験部隊によって事前に車輌特性などが確認された。
トラヴィック誕生の経緯は、まずGMの戦略として、GMタイ工場で生産されるザフィーラを安い価格でアジアを中心に展開するという計画が元となっている。GMは、その戦略展開の中心企業として1999年に資本提携をした富士重工業に白羽の矢を立てた。また富士重工業自体も、ミニバンがファミリーカー市場の主流となっていたにもかかわらず、ラインナップにミニバンが無く、この計画でその空白を短期間かつ比較的少ない費用で埋める事ができると考えられ、GMおよび富士重工業の両社にとって大きな魅力のある計画と思われた。
しかし、オペル車の信頼性の低さやリセールバリュー（再販価値）の低さが知れ渡り始めた時期とも重なっており、トラヴィックはザフィーラを含む他のオペルブランド車と共に販売直後から極度の販売不振に陥り、トラヴィックに対するザフィーラの価格設定もオペルブランド車のイメージ低下に拍車を掛けることとなり、2001年末にはザフィーラの輸入販売が中止されるなど、結果としてオペルブランドの国内販売撤退の切っ掛けとなった車種であると言われる。
2車輌は、生産工場の違いを除いて基本的には同じ車でありながら、トラヴィックがザフィーラよりもかなり安価に販売できたのは、生産コストの安いタイ製であったからであると言われている。しかし、内容的には大きなエンジンやより充実した装備品など、むしろ高度な部分もあった。また、スバル側でフルエアロパーツ・16インチアルミホイールなども企画された。
トラヴィックの大きな特徴のひとつは、ドイツのアウトバーンを7人フル乗車状態で時速170 kmで安全に巡航・長距離移動ができるように設計されていることで、全車トラクションコントロール、EBD機能付きABS、ドアロック自動解除機能を装備するなど、その安全性や、高速走行での安定性は高く、当時の日本の同クラスの車種とは次元の違う性能を持っていたといえる。これは元となったザフィーラの設計において、主に操縦安定性を高めるためのサスペンションチューニングなどを監修、それらを徹底的に追求した結果であるとも言われている。
多くの日本車で見られた内装や仕上げの過剰品質、使用頻度の低いシートアレンジを廃し、走行性能や安全性など、自動車としての基本的な機能を重視した点は興味深く、発売当初は多くの自動車評論家から高い評価を与えられていた。
ダイヤル式無段階調整式リクライニング機構は、日本車では一般的でなく、使いにくいと不評であったが、微調整出来る点では優れており、チャイルドシート使用時などの安全性には寄与していた。
2004年12月、GMタイ工場でのザフィーラ生産中止に伴い、日本でもトラヴィックの生産が終了となった（ただし在庫分の車両の販売は2005年3月末までに完売）。販売累計台数はおよそ12,000台であった。これにより、スバルの日本国内のラインナップからは2008年6月に独自開発のオリジナルミニバン「エクシーガ」（のちのエクシーガクロスオーバー7）を発売するまでの間、いわゆるミニバンが無くなった。

### グレード
デビュー当初は以下の3グレード構成であった。
- Lパッケージ - ヘッドランプウォッシャー、SRSサイドエアバッグ（前席）、アクティブヘッドレスト、リモコン付きステアリング、ルーフレールが標準装備される。またインフォメーションディスプレイがマルチ表示（燃費や外気温等）タイプとなる。足回りは標準グレードと同様で、タイヤも195/65R15だが15インチアルミホイールが標準となる。
- Sパッケージ - スバル独自のエアロパーツや専用サスペンションセッティングによるスポーティな足回り、VR規格の205/55R16サイズのタイヤが与えられた専用16インチアルミホイールが装着される。また、内装も本革巻きステアリング、メタル調パネル、AM/FM/MDプレイヤー、ボディ同色モールなどがこのグレード以上には標準装備される。このグレードのみ、スポーツタイプのシートがオプション設定される。
- 標準（＝Cパッケージ） - 標準ではオーディオ、プライバシーガラスが装備されていない。足回りはザフィーラよりダンパーの減衰力を弱めて、低速の乗り心地を向上させている。

2002年に一部グレード改廃でLパッケージが廃止され、最上級グレードにSLパッケージ（Sパッケージにルーフレール以外のLパッケージの装備を追加したグレード）が設定された。
2003年の一部改良ではステアリングコラムのウィンカー/ディマーとワイパーのレバーを日本車と同様の配置に入れ替え、2列目席にリクライニング機構追加、2列目中央席への3点シートベルト装備、ドアミラーの電動格納機能の追加、Rレンジ時の警告音追加、テールランプの意匠変更（ウインカー部分がクリアになった）などを行い、廉価版としてザフィーラの後期モデルと同様のZ18型1795 ccエンジン搭載モデルのAパッケージも追加された。

## 車名の由来
車名のTRAVIQは、TRAVEL（旅行する、移動する）、QUICK（動きの速い、機敏な）という2つの英単語を組み合わせた造語である。